# Robert Drew Hicks
Pour les articles homonymes, voir Hicks.
Robert Drew Hicks, né le 29 juin 1850 et mort le 8 mars 1929 est un universitaire britannique spécialiste des lettres classiques. Membre de Trinity College à partir de 1876, il est maître de conférences en lettres classiques de 1884 à 1900.

## Biographie
Né en 1850, Robert Drew Hicks est le fils de William Hicks, employé de poste à Bristol.
Après sa scolarité à la Bristol Grammar School, il intègre Trinity College (université de Cambridge) en 1868, où il obtient un baccalauréat en arts en 1874. Il devient membre (fellow) de Trinity College en 1876. Il est maître de conférences en lettres classiques de 1884 à 1900. En 1896, il épouse Bertha Mary Heath, elle-même titulaire d'une maîtrise en arts de lettres de l'université de Londres. Il est donc le beau-frère de Thomas Heath. Bien qu'il devienne aveugle entre 1898 et 1900, Hicks publie la plupart de ses œuvres notoires après cette date avec l'aide de son épouse.
Hicks meurt en 1929 dans sa maison de Mount Pleasant (en) à Cambridge. Il est inhumé au cimetière de la paroisse de l'Ascension dans la même ville.

## Publications
Les œuvres de Robert Drew Hicks incluent notamment :
- Une édition de De l'âme d'Aristote's (1907).
- Un petit volume sur les Stoïciens et les épicuriens (1910).
- Un résumé de la philosophie grecque pour le Cambridge Companion to Greek Studies.
- Un dictionnaire latin en braille (1921).
- Une traduction de Diogène Laërce pour la Loeb Classical Library (1925).